# Thalictrum leve
Thalictrum leve är en ranunkelväxtart som först beskrevs av Adrien René Franchet, och fick sitt nu gällande namn av Wen Tsai Wang. Thalictrum leve ingår i släktet rutor, och familjen ranunkelväxter. Inga underarter finns listade i Catalogue of Life.